# Halecium humile
Halecium humile is een hydroïdpoliep uit de familie Haleciidae. De poliep komt uit het geslacht Halecium. Halecium humile werd in 1893 voor het eerst wetenschappelijk beschreven door Pictet. 